# نلسون تاپیا
نلسون تاپیا (اسپانیایی: Nelson Tapia‎؛ زادهٔ ۲۲ سپتامبر ۱۹۶۶) بازیکن فوتبال اهل شیلی بود.
از باشگاه‌هایی که در آن بازی کرده‌است می‌توان به باشگاه فوتبال ولز سارسفیلد، باشگاه فوتبال سانتوس، و باشگاه ورزشی اتلتیکو جونیور اشاره کرد.
وی همچنین در تیم ملی فوتبال شیلی بازی کرده‌است.